# Mariusz Wach
Mariusz Wach (Cracovia, 14 dicembre 1979) è un pugile polacco.
Soprannominato "Il vichingo", è stato sfidante per il titolo mondiale dei pesi massimi di Volodymyr Klyčko nel 2012. A livello amatoriale ha vinto la medaglia d'argento nei pesi supermassimi agli europei di Pola 2004.

## Carriera
Wach passò al professionismo il 29 aprile 2005, sconfiggendo il lettone Deniss Melniks per KO al primo round. Da lì in poi inanellò una serie di vittorie che lo segnalarono come uno dei più promettenti pugili del panorama europeo.
Il primo banco di prova per il polacco arrivò il 29 luglio 2011 quando si misurò con Kevin McBride, noto per aver posto fine alla carriera dell'ex campione mondiale Mike Tyson. Sfruttando la maggiore velocità e precisione, Wach chiuse il match al quarto round con un uno-due che stese al tappeto l'irlandese privo di sensi. La vittoria gli valse il titolo internazionale WBC dei pesi massimi, che andò poi a difendere con due interruzioni ai danni di Jason Gavern e Tye Fields. 
Il 10 novembre 2012 gli si presentò il match più importante della carriera, che lo vide contrapposto al campione dei massimi Volodymyr Klyčko con in palio le corone WBA (Super), IBF, WBO, IBO, The Ring e lineare di categoria. Il mondiale ad Amburgo fu a senso unico e lo vide battuto dal campione per decisione unanime coi punteggi di 120–107, 120–107 e 119–109. Benché più alto di Klyčko, Wach fu incapace di sfruttare il maggior allungo e il suo unico attacco degno di nota fu un potente diretto destro sul finire del quinto round che scosse per qualche istante l'ucraino. Successivamente venne riscontrata la sua positività agli steroidi in un controllo antidoping: dopo aver inizialmente smentito le accuse, il pugile di Cracovia ammise di aver fatto uso di sostanze illecite e fu sospeso dalle competizioni per un anno.
A seguito del clamore mediatico riscontrato dalla vicenda Wach decise di prendersi un ulteriore anno sabbatico, scelta che segnò l'inizio della parabola discendente del polacco. Tornò sul ring nell'ottobre 2014, collezionando poi quattro vittorie su avversari di scarsa caratura prima di essere sconfitto dall'ex oro olimpico Aleksandr Povetkin per KO tecnico al dodicesimo round in un match valevole per il titolo WBC Silver. Si rifece nel 2016 sconfiggendo il brasiliano Marcelo Luiz Nascimento e quindi il tedesco Erkan Teper ai punti l'anno seguente, prima di incappare in una serie di sconfitte contro Jarrell Miller, Artur Szpilka e Martin Bakole.